# Jupiter i Ija
Jupiter i Ija je slavno ulje na platnu kasno renesansnog slikara Correggia. Ova erotikom nabijena slika se danas nalazi u Muzeju povijesti umjetnosti u Beču i smatra se za remek-djelo ovog slikara u kojemu dinamizam pokreta likova i snažni kontrasti nagovještavaju nadolazeće barokno slikarstvo.
Correggio je naslikao ovu sliku kao jednu iz vrlo slavne serije erotičnih slika (od njih ukupno 4) koje prikazuju ljubavne pustolovine Jupitera, onako kako ih je opisao Ovidije u svojim Metamorfozama. Njih je naručio Federico II. Gonzaga, dužd iz Mantove, najvjerojatnije kako bi ukrasio svoju privatnu ovidijevsku odaju u Palazzo del Te. Slike su međutim završile kao poklon caru Svetog Rimskog Carstva Karlo V. za njegova posjeta Mantovi, te su ubrzo nakon toga iznešene su iz Italije.

## Odlike
Na slici je prikazana Ija, kći Inaha, prvog kralja Arga, koju je zaveo Jupiter prerušivši se kako ne bi povrijedio svoju ljubomornu ženu Junonu. Naime, u Ovidijevim Metamorfozama Jupiter je mnogo puta došao u iskušenje što se tiče smrtnih žena, te se na različite načine prerušavao kako bi prikrio svoje preljube. Prerušio se u labuda da zavede Ledu, zlatnu kišu da zavede Danaju i orla da otme Ganimeda. No, u Correggiovom djelu Jupiter je prikazan u obliku tamnog oblaka kako grli Iju dok se njegovo lice jako slabo vidi. Nalazi se odmah do Ijinog lica, te se doima kao da njih dvoje razmjenjuju poljupce. Ija prema sebi vuče Jupiterovu nejasno oblikovanu ruku. Pri prvom pogledu na sliku da se uočiti kontrast boja kojim su naslikani takoreći nematerijalni Jupiter i senzualno oblikovano tijelo nimfe Ija. Ova tijela u erotskom napadu nagovješćuju radove kasnijih slikara poput Berninija i Rubensa